# Johannes Lichtenberger

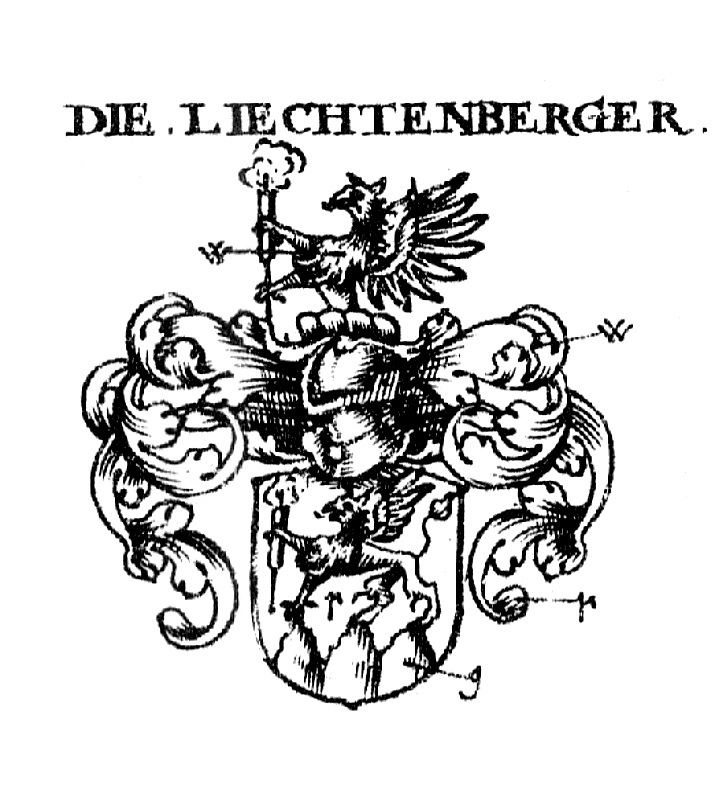
Das 1485 von Friedrich III. erhaltene Familienwappen (Siebmacher, Band 5, Tafel 57, Österreichischer Adel)

Johannes Lichtenberger (* um 1426 in Grünbach bei Baumholder; † vor April 1503 wohl in Niederbrombach) war ein deutscher Astrologe.
Während Lichtenberger in den 1470er Jahren an Fürstenhöfen wirkte und als Hofastrologe Kaiser Friedrichs III. (1415–1493) auftrat, hat er sich später in seine Heimatregion zurückgezogen, wo er vor 1481 die Pfarrstelle in Brambach (Niederbrombach) übertragen erhielt. In Otterstadt bei Speyer soll er begraben liegen.

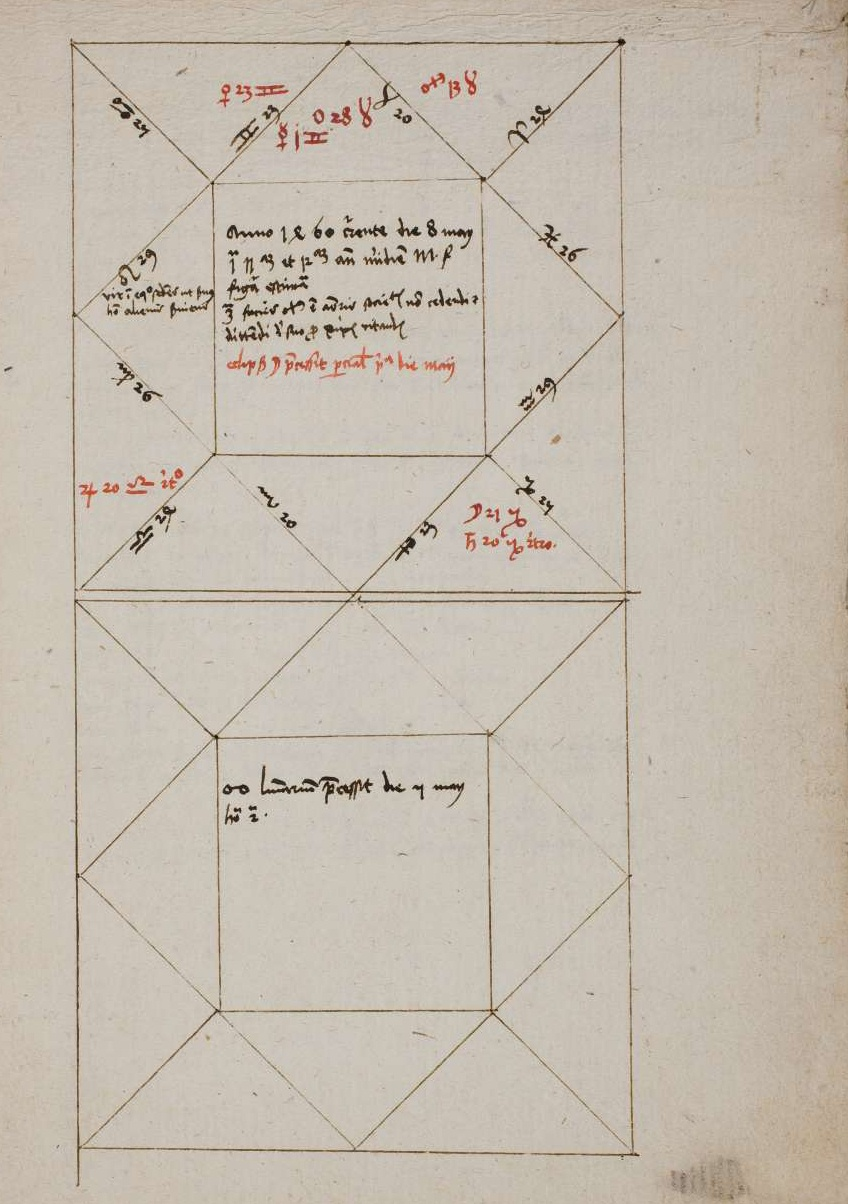
Eigenhändig geschriebenes Horoskop

1485 erschien sein Werk Practica Meyster Johannen Lichtenbergers, so er vor etzlichen Zeit gemacht hat, vonn der grossen Conjunction Saturni und Jovis im vergangenen Jahre 1484. Desgleichen eclipsis etc. nebst weissagungen und ein gesichte Bruder Clausen. Kaiser Friedrich III. verlieh ihm offenbar aus Veranlassung dieses Werks mit Wappenbrief ein redendes Wappen, das den Familiennamen in der Weise darstellt, dass in einem roten Schild ein silberner Greif mit der rechten Klaue ein brennendes Licht (Fackel) emporhält und auf den Spitzen von drei goldenen Bergen im Schildfuß steht. Auf dem Helm mit rot-silbernen Helmdecken der Greif wachsend, die Fackel mit beiden Klauen emporhaltend. Das Wappen ist in einem der Nachfolgebände von Johann Siebmachers Wappenbuch vom Anfang des 18. Jahrhunderts abgebildet, beim österreichischen Adel.
Sein Hauptwerk ist die auf den 1. April 1488 datierte, zunächst anonym gedruckte Pronosticatio (astrologische Vorhersage der drei Stände bis zum Jahr 1576 in lateinischer Sprache), auf 40 Folio-Seiten, die bis 1813 über 50 Auflagen erlebte. Sie war stark geprägt von einer durch die Türkenfurcht geschürten Endkaisererwartung. Als Vorlage diente der um 1472 erstmals erschienene Tractatus de Cometis des Arztes und Astrologen Eberhard Schleusinger. 
Weil Lichtenberger für die Zeit nach 1485 das Auftreten diverser falscher Propheten sowie eines „kleinen Propheten“ vorhergesagt hatte, der eine Reform der Kirche einleiten werden, war sein Werk in der Reformationszeit Gegenstand kontroverser Deutungen: Anhänger Martin Luthers sahen in ihrem Vorbild den angekündigten „kleinen Propheten“, Luther selbst ließ 1527 eine deutsche Übersetzung der  Pronosticatio drucken. Anhänger der Katholischen Kirche sahen in ihm einen der falschen Propheten, von denen Lichtenberger geschrieben hatte.